# Amtsgericht Callies
Das Amtsgericht Callies war ein preußisches Amtsgericht mit Sitz in Callies, Provinz Pommern.

## Geschichte
In Callies bestand von 1849 bis 1879 die Gerichtskommission Callies des Kreisgerichts Dramburg. Das königlich preußische Amtsgericht Callies wurde mit Wirkung zum 1. Oktober 1879 als eines von 14 Amtsgerichten im Bezirk des Landgerichtes Stargard im Bezirk des Oberlandesgerichtes Stettin gebildet. Der Sitz des Gerichtes war Callies. Sein Gerichtsbezirk umfasste aus dem Kreis Dramburg den Stadtbezirk Callies und die Amtsbezirke Balster, Griff, Gutsdorf, Pammin, Alt-Stüdnitz, Forst Wildforth und Zuchow. Am Gericht bestand 1880 eine Richterstelle. Das Amtsgericht war damit ein kleines Amtsgericht im Landgerichtsbezirk.
Im Jahre 1945 wurden der größte Teil Pommerns, darunter der Sprengel des Amtsgerichtes Callies, unter polnische Verwaltung gestellt und die deutschen Bewohner vertrieben. Damit endete die Geschichte des Amtsgerichts Callies.